# Gibi District
Gibi är ett av fyra distrikt i Margibi County i centrala Liberia. Distriktet hade 14 250 invånare år 2008.